# 13729 Nicolewen
13729 Nicolewen è un asteroide della fascia principale. Scoperto nel 1998, presenta un'orbita caratterizzata da un semiasse maggiore pari a 2,3317124 UA e da un'eccentricità di 0,0721125, inclinata di 3,90697° rispetto all'eclittica.